# Leptodactylus lauramiriamae
Leptodactylus lauramiriamae är en groddjursart som beskrevs av Heyer och James Mascall Morrison Crombie 2005. Leptodactylus lauramiriamae ingår i släktet Leptodactylus och familjen tandpaddor. IUCN kategoriserar arten globalt som otillräckligt studerad. Inga underarter finns listade i Catalogue of Life.